# Канавинская (станция метро)
«Кана́винская» — 11-я станция Нижегородского метрополитена. Расположена на Сормовско-Мещерской линии между станциями «Московская» и «Бурнаковская». Находится на границе Московского района с Канавинским, в честь последнего названа.

## Характеристика
Открыта 20 декабря 1993 года в составе первого пускового участка Сормовско-Мещерской линии Нижегородского метрополитена «Московская — Бурнаковская». Станция односводчатая мелкого заложения. Имеет два подземных вестибюля.

## Расположение
Несмотря на название, станция расположена в Московском районе, на его границе с Канавинским районом. Выходы находятся вблизи Гордеевского микрорайона, на пересечении Московского и Сормовского шоссе (Сормовский поворот).

## Расположенные у метро объекты
- Торговый центр «Новая Эра»
- Торговый центр «Рио»
- Сквер имени маршала Казакова
- Канавинский автовокзал
- Автосалон «Hyundai Нижегородец»

## Значение для города
Доступны пересадки на автобусы и троллейбусы в направление Сормова, Московского вокзала, центра и Дзержинска.

## Привязка общественного транспорта
Возле станции «Канавинская» проходит несколько маршрутов городского общественного транспорта:

### Автобусные маршруты
| №  | Пересадки                                                       | Конечный пункт 1   | Следует по улицам | Конечный пункт 2        |
| -- | --------------------------------------------------------------- | ------------------ | --- | ----------------------- |
| 3  | Московская Кооперативная                                        | Высоково           | ул. Полтавская, ул. Белинского, ул. Ванеева, пл. Свободы, ул. Варварская, пл. Минина и Пожарского, Зеленский съезд, Нижне-Волжская набережная, пл. Ленина, ул. Советская, Московское шоссе, пр. Героев, ул. Просвещенская, ул. Рябцева, ул. Чаадаева, ул. Мирошникова, ул. Лобачевского, ул. Черняховского, ул. Циолковского, ул. Культуры, ул. Коминтерна                                  | Завод "Красное Сормово" |
| 45 | Горьковская Московская Кооперативная                            | Верхние Печёры     | Казанское шоссе, ул. Родионова, пл. Сенная, ул. Минина, пл. Минина и Пожарского, Зеленский съезд, Нижне-Волжская набережная, Похвалинский съезд, пл. Горького, ул. Одесская, Метромост, Московское шоссе, ул. Рябцева, ул. Авиационная, ул. Чаадаева, ул. Мирошникова, ул. Лобачевского, ул. Черняховского, ул. Циолковского, ул. Светлоярская, пр. 70-летия Октября, пр. Кораблестроителей | ЗКПД-4                  |
| 48 | Московская 435 км Нижний Новгород-Сортировочный                 | Улица Долгополова  | ул. Литвинова (обратно — ул. Долгополова), пл. Революции, ул. Советская, Московское шоссе, ул. Лесной Городок, ул. Ухтомского, ул. Электровозная, ул. Движенцев, ул. Гороховецкая | пос. Сортировочный      |
| 57 | Стрелка Московская Копосово Дубравная                           | Стрелка            | ул. К. Маркса, ул. С. Акимова, Московское шоссе, пр. Героев, ул. Просвещенская, ул. Рябцева, ул. Чаадаева, ул. Мирошникова, ул. Лобачевского, ул. Черняховского, ул. Циолковского, ул. Федосеенко, ул. Коновалова, пр. Кораблестроителей, ул. Стрелковая, ул. Планировочная, ул. Новые Пески, ул. Ясная                                                                                     | пос. Дубравный          |
| 69 | Стрелка Московская 435 км Пролетарская Счастливая Парк культуры | Стрелка            | ул. К. Маркса, ул. С. Акимова, Московское шоссе, ул. Кузбасская, ул. Удмуртская, ул. Новикова-Прибоя, ул. Переходникова, пр. Бусыгина, ул. Дьяконова, пр. Октября, пл. Киселёва, ул. Веденяпина, Южное шоссе, ул. Я. Купалы, Южный бульвар | Улица Янки Купалы       |
| 71 | Московская Бурнаковская Буревестник Варя Починки                | Площадь Свободы    | ул. Варварская, пл. Минина и Пожарского, Зеленский съезд, Нижне-Волжская набережная, пл. Ленина, ул. Советская, Московское шоссе, Сормовское шоссе, ул. Коминтерна, Союзный пер., ул. Ногина, ул. Старая Канава, пр. Кораблестроителей, ул. Коновалова, ул. Федосеенко | Торфопредприятие        |
| 89 | Чаадаево Московская Ленинская                                   | пос. Новая Стройка | ул. Чаадаева, ул. Ярошенко, ул. Рябцева, Московское шоссе, пл. Революции, ул. Долгополова (обратно — ул. Литвинова), ул. Июльских Дней, пр. Ленина, пл. Комсомольская, ул. Голубева, ул. Баумана, ул. Памирская | Улица Памирская         |
| 90 | Московская Бурнаковская Буревестник Варя Починки                | Верхние Печёры     | Казанское шоссе, ул. Родионова, пл. Сенная, ул. Минина, пл. Минина и Пожарского, Зеленский съезд, Нижне-Волжская набережная, пл. Ленина, ул. Советская, Московское шоссе, Сормовское шоссе, ул. Коминтерна, ул. Свободы, ул. Б. Починковская, ул. Бутырская, ул. Новосельская, пр. Кораблестроителей                                                                                        | ЗКПД-4                  |
| 92 | Московская Бурнаковская                                         | мкр. Цветы         | ул. Цветочная, ул. академика Сахарова, ул. Ванеева, пл. Свободы, ул. Варварская, пл. Минина и Пожарского, Зеленский съезд, Нижне-Волжская набережная, пл. Ленина, ул. Советская, Московское шоссе, Сормовское шоссе, ул. Куйбышева, ул. Акмолинская, ул. Бурнаковская | Бурнаковский рынок      |
| 95 | Московская Бурнаковская Буревестник Варя Дубравная              | Площадь Свободы    | ул. Варварская, пл. Минина и Пожарского, Зеленский съезд, Нижне-Волжская набережная, пл. Ленина, ул. Советская, Московское шоссе, Сормовское шоссе, ул. Коминтерна, ул. Свободы, ул. Хальзовская, ул. КИМа, ул. Ясная, ул. Землячки, ул. Ужгородская | пос. Дубравный          |

#### Пригородные и междугородние
| №    | Конечный пункт 2              |
| ---- | ----------------------------- |
| 201  | А/С «Дзержинск»               |
| 203  | А/С «Балахна»                 |
| 210  | Посёлок Берёзовая Пойма       |
| 222  | Посёлок Октябрьский           |
| 229  | Большое Пикино                |
| 235  | Моховые горы (г. Бор)         |
| 237  | Сады 1 фабрика                |
| 245  | 2-й микрорайон (г. Бор)       |
| 303  | Моховые горы (г. Бор)         |
| 319  | Посёлок Большое Козино        |
| 401К | 8-й микрорайон (г. Дзержинск) |

- Маршрутное такси:
  - № т18 «Верхние Печёры — Московское ш. — Завод Лазурь»
  - № т45 «Верхние Печёры — пл. Ленина — ЗКПД-4»
  - № т49 «ст. метро „Стрелка“ — ул. Кузбасская — ул. Космическая»
  - № т57 «Верхние Печёры-5 — Красное Сормово»

### Троллейбусные маршруты
| №  | Пересадки           | Конечный пункт 1  | Следует по улицам                                                                     | Конечный пункт 2           |
| -- | ------------------- | ----------------- | ------------------------------------------------------------------------------------- | -------------------------- |
| 10 | Стрелка Московская  | Мещерское озеро   | ул. Пролетарская, Мещерский бульвар, ул. С. Есенина, ул. Должанская, Московское шоссе | Агрокомбинат «Горьковский» |
| 15 | Московская Чаадаево | Московский вокзал | Московское шоссе, пр. Героев, ул. Просвещенская, ул. Рябцева, ул. Чаадаева            | Чаадаево                   |

## Расписание
| Станция       | Первый поезд | Последний поезд |
| ------------- | ------------ | --------------- |
| «Буревестник» | 05:23        | 00:19           |
| «Стрелка»     | 05:37        | 00:33           |

## Оформление
Пол отделан гранитом, потолок покрашен в жёлтый и бордовый цвета, посередине него размещено 4 ряда светильников. Путевые стены снизу отделаны чёрным и серым мрамором. Буквы в названии станции на путевых стенах выложены из белого мрамора. В связи с тем, что на Сормовско-Мещерской линии принято левостороннее движение поездов, на станции у въездов в тоннель установлено четыре комплекта интервальных часов, два из них отключены.

## Галерея
- Вход на станцию
- Название станции и метрополитена в подуличном переходе
- Зал станции
- Поезд на станции
- Название станции на путевой стене